# Scytodes redempta
Scytodes redempta là một loài nhện trong họ Scytodidae.
Loài này thuộc chi Scytodes. Scytodes redempta được Ralph Vary Chamberlin miêu tả năm 1924.